# Vânători (Vrancea)
Vânători es una comuna ubicada en el distrito de Vrancea, Rumania.

## Superficie
Posee una superficie de 86,90 kilómetros cuadrados.

## Demografía
Hasta 2021 la población era de 6624 habitantes, con una densidad de población de 76,23 habitantes por kilómetro cuadrado.